# Aeroportul Jomsom
Aeroportul Jomsom (IATA: JMO, ICAO: VNJS) este un aeroport din Gharpajhong Rural Municipality⁠(d), Mustang District⁠(d), Gandaki Province⁠(d), Nepal ce deservește zona Jomsom⁠(d). Aeroportul a fost tranzitat în 2019 de 55.651 de pasageri. A fost deschis în martie 1976 și numit după zona deservită.
Situat la o altitudine de 817 m, aeroportul dispune de 1 pistă.

## Infrastructură

### Piste
Aeroportul dispune de o singură pistă. Pista are orientarea 06/24.